# Theodor Jung

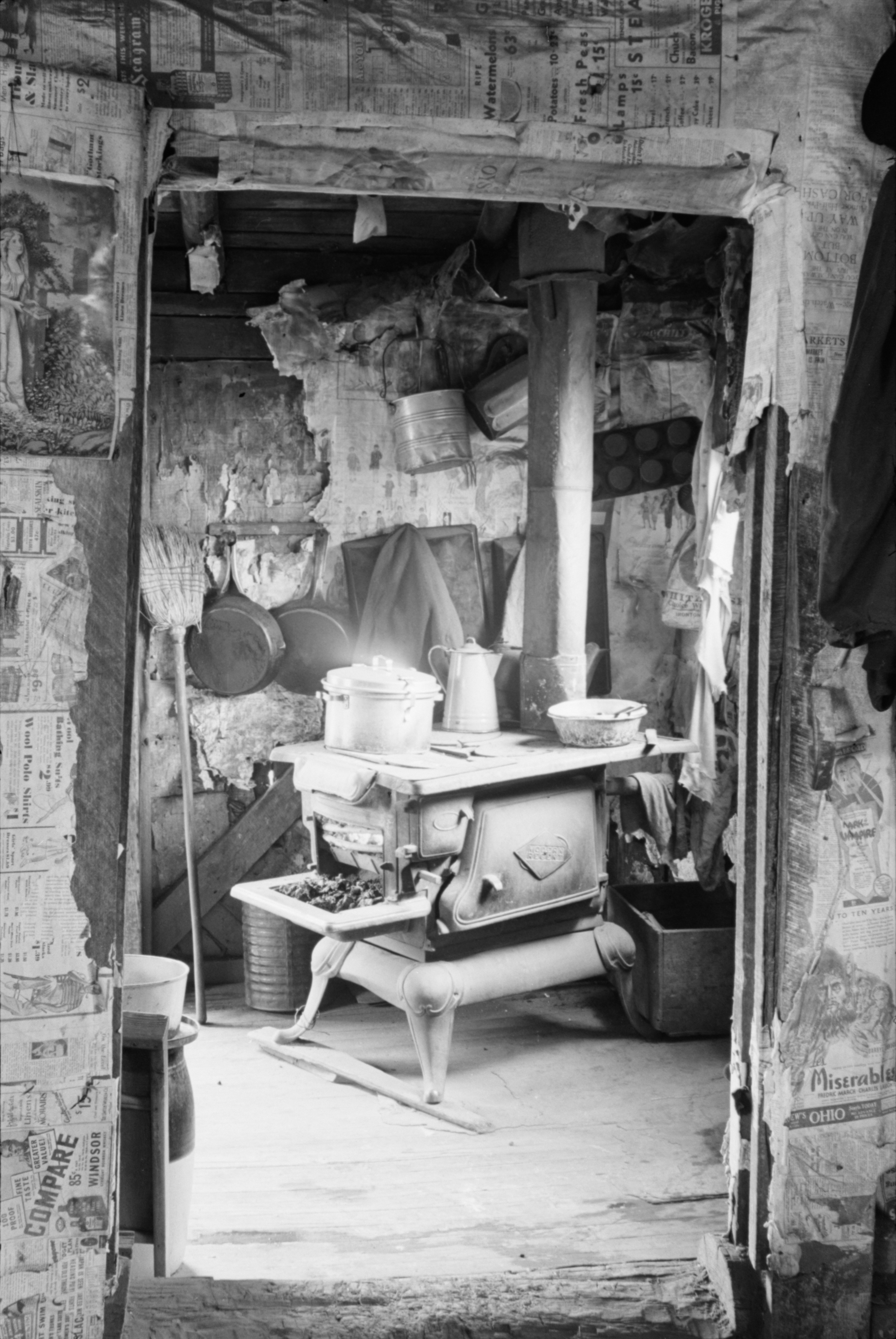
Interiér rehabilitačního domu klienta, Jackson, Ohio, duben 1936

Theodor Jung (29. května 1906 Rakousko-Uhersko – 19. února 1996 Kalifornie) byl americký fotograf, který spolupracoval s Farm Security Administration, jedním z programů New Deal Franklina Delana Roosevelta. Agentura jej najala v roce 1935, když se jí stále říkalo Resettlement Administration, fotografoval život během Velké hospodářské krize. Následující rok agenturu opustil a působil jako fotograf pro Radu spotřebitelů, další vládní agenturu a Consumers' Guide. Později v životě působil jako umělecký ředitel a fotograf pro řadu publikací a reklamních agentur.

## Životopis
Společnost FSA byla vytvořena v USA v roce 1935 v rámci New Deal. Jejím úkolem bylo v krizi pomáhat proti americké venkovské chudobě. FSA podporovalo skupování okrajových pozemků, práci na velkých pozemcích s moderními stroji a kolektivizaci. Kromě Junga byli v sociologicko-dokumentárním programu této agentury zapojeni fotografové jako například Walker Evans, Dorothea Langeová, Roy Stryker, Arthur Rothstein, Gordon Parks nebo Ben Shahn.
Se vstupem USA do druhé světové války však nastala změna: projekt FSA dostal jiné jméno – Office of War Informations (OWI) – a také jiný program. Ve válce musela propaganda ukazovat, jak jsou Spojené státy silné a ne jaké mají potíže. V roce 1948, kdy FSA zanikla, byla dokonce snaha pořízené dokumenty zničit, aby nemohly být použity pro propagandu komunistickou.
Theodor Jung zemřel v Kalifornii 19. února 1996 ve svých 89 letech.